# مالك بن الدخشم
مالك بن الدُّخشُم صحابي من بني غنم بن عوف من الخزرج، اختلفوا في شهوده بيعة العقبة، فقال موسى بن عقبة وابن إسحاق والواقدي أنه شهدها، وقال أبو معشر البلخي لم يشهدها. إلا أنه شهد المشاهد كلها، وهو الذي أسر سهيل بن عمرو يوم بدر، كما أرسله النبي بعد غزوة تبوك مع معن بن عدي لحرق مسجد ضرار. كان له من الولد ابنة اسمها الفريعة أمها جميلة بنت عبد الله بن أبي ابن سلول.